# Gilbert R. Mason
Pour les articles homonymes, voir Mason.
Gilbert R. Mason, né le 7 octobre 1928 à Jackson et mort le 8 juillet 2006 à Ocean Springs, est un médecin et militant du mouvement des droits civiques américain, connu pour avoir organisé entre 1959 et 1963 trois marches pacifiques pour demander la déségrégation des 42 kilomètres de plages de la ville côtière de Biloxi dans le Mississippi, événements passés dans l'histoire sous le nom de Promenades de Biloxi.

## Biographie

### Jeunesse et formation
Gilbert R. Mason est le fils de Willie Atwood Mason et d'Adeline Jackson Mason, après avoir terminé ses études secondaires à la Lanier High School  en 1945, il entame un cursus universitaire pour devenir médecin. Il est accepté à l'Université d'État du Tennessee où il obtient en 1949 son baccalauréat universitaire en sciences (licence), puis il est accepté à la faculté de médecine de l'Université Howard, où en 1954 il soutient avec succès sa thèse de Docteur en médecine,.
L'année suivante, durant l'été 1955, après un internat au Homer G. Phillips Hospital (en) de Saint Louis, il s'établit avec son épouse Natalie et leur fils âgé d'un an à Biloxi,,. Lui et son épouse deviennent membres de la First Missionary Baptist Church de Biloxi.
Durant sa carrière médicale, il devient président des praticiens de l'hôpital régional de Biloxi.

### Le militant des droits civiques
Le Dr Gilbert R. Mason est connu pour avoir organisé et avoir pris part à la première action notable de désobéissance civile pacifique du Mississippi, passée dans l'histoire sous le nom des Biloxi wade-ins.   
L'accès aux plages de Biloxi étaient interdit aux Afro-Américains, il n'y avait même pas de places réservées aux gens de couleurs alors qu'il s'agissait d'un espace public aménagé par des fonds fédéraux.    
Les wade-ins (difficilement traduisible, littéralement "marche en barbotant dans l'eau", ces marches se réalisant sur les plages à la  limite des eaux)  ont commencé le 14 mai 1959 sur le front de mer de Biloxi, lorsque Mason accompagné de ses enfants et de quelques amis enfreignent l'interdiction et commencent à marcher le long de l'océan pour protester contre la ségrégation régnant sur les plages.   
Le 24 avril 1960, une deuxième manifestation dégénère et est connue sous le surnom de Bloody Sunday (« dimanche sanglant »),.  
Une troisième manifestation organisée le 23 juin 1963, elle est suivie d'une longue bataille juridique qui pourra aboutir grâce à l'adoption du Civil Rights Act de 1964 déclarant illégale toute discrimination reposant sur la race, la couleur, la religion, le sexe, ou l’origine nationale. C'est ainsi que la cour fédérale de district prend la décision en 1968 de rendre public l'accès à l'ensemble des plages de Belox, conformément à la loi en vigueur,. 
En 2000, Gilbert R. Mason publie un ouvrage témoignant de l’événement : Beaches, Blood, and Ballots: A Black Doctor's Civil Rights Struggle.
Après les éventements, une branche de la National Association for the Advancement of Colored People (NAACP) est formée à Biloxi avec Gilbert R. Mason pour président, poste qu'il occupera durant trente-quatre ans, avec en parallèle trente-trois années de présidence de la section du Mississippi de la NAACP. 
Proche de Medgar Evers, il est avec lui lorsque celui-ci est assassiné le 12 juin 1963 et est un des porteurs du cercueil lors des funérailles.

### Vie personnelle
En 1950, il épouse Natalie Lorraine Hamlar (décédée en 1999), puis en 2004, il épouse  Gwendolyn Lewis Anderson. Il a eu quatre filles, Diane Marcelin, Gilda Yvette Sizor, Yolanda Marie Juzang et Angela Rose Juzang et quatre fils Darian Anderson, David Owens Mason, Adam Owens et Gilbert Rutledge Mason Jr.
Il fait un AVC en 1997 et doit arrêter de pratiquer la médecine en 2002. 
Le 8 juillet 2006, Gilbert R. Mason décède paisiblement dans son domicile d'Ocean Springs des suites de ses insuffisances cardiaques liées à deux précédents infarctus,
Gilbert R. Mason, repose au cimetière de Biloxi.

## Hommages
Le rôle de Gilbert R. Mason comme militant des droits civiques a été reconnu par la résolution 505 de 2006 du Sénat du Mississippi après son décès.
En mai 2009, l'état du Mississippi, pour célébrer le cinquantième anniversaire de la première marche de Biloxi, renomme une section de l'autoroute 90 près de Biloxi « Dr. Gilbert Mason Sr. Memorial Highway ».
En 2020, commence la construction d'un bateau de recherche et de sauvetage en mer portant le nom de Research Vessel Gilbert R. Mason, en l'honneur de Gilbert R. Mason, la fin du chantier est prévue pour 2023,,.

### Autobiographie
- (en) Gilbert R. Mason MD., Beaches, Blood, and Ballots : A Black Doctor's Civil Rights Struggle, University Press of Mississippi, 2000, rééd. 11 juin 2007, 264 p. (ISBN 978-1934110287, lire en ligne)

### Articles
- (en-US) Michael Butler, « The Mississippi State Sovereignty Commission and Beach Integration, 1959-1963: A Cotton-Patch Gestapo? », The Journal of Southern History, Vol. 68, No. 1,‎ février 2002, p. 107-148 (42 pages) (lire en ligne)